# Kazuki Sato (fotbollsspelare född 1974)
Kazuki Sato (佐藤 一樹 Sato Kazuki?), född 27 juni 1974 i Gunma prefektur, är en japansk före detta fotbollsspelare.
Sato började sin karriär 1997 i Yokohama Flügels. Med Yokohama Flügels vann han japanska cupen 1998. 1999 flyttade han till Yokohama F. Marinos. Efter Yokohama F. Marinos spelade han för Kyoto Purple Sanga och Oita Trinita. Han gick tillbaka till Yokohama F. Marinos 2002. Med Yokohama F. Marinos vann han japanska ligan 2003. Efter Yokohama F. Marinos spelade han för Sanfrecce Hiroshima och Yokohama FC. Han avslutade karriären 2005.